# تشارلز إتش غبريل
تشارلز إتش غبريل (بالإنجليزية: Charles Hutchinson Gabriel Sr.)‏ هو ملحن أمريكي، ولد في 18 أغسطس 1856 في Wilton, Iowa ‏ في الولايات المتحدة، وتوفي في 14 سبتمبر 1932 في هوليوود في الولايات المتحدة.

## وصلات خارجية
- تشارلز إتش غبريل على موقع IMDb (الإنجليزية)
- تشارلز إتش غبريل على موقع ميوزك برينز (الإنجليزية)
- تشارلز إتش غبريل على موقع قاعدة بيانات برودواي على الإنترنت (الإنجليزية)
- تشارلز إتش غبريل على موقع أول ميوزيك (الإنجليزية)
- تشارلز إتش غبريل على موقع ديسكوغز (الإنجليزية)